# 布雷斯特海峡

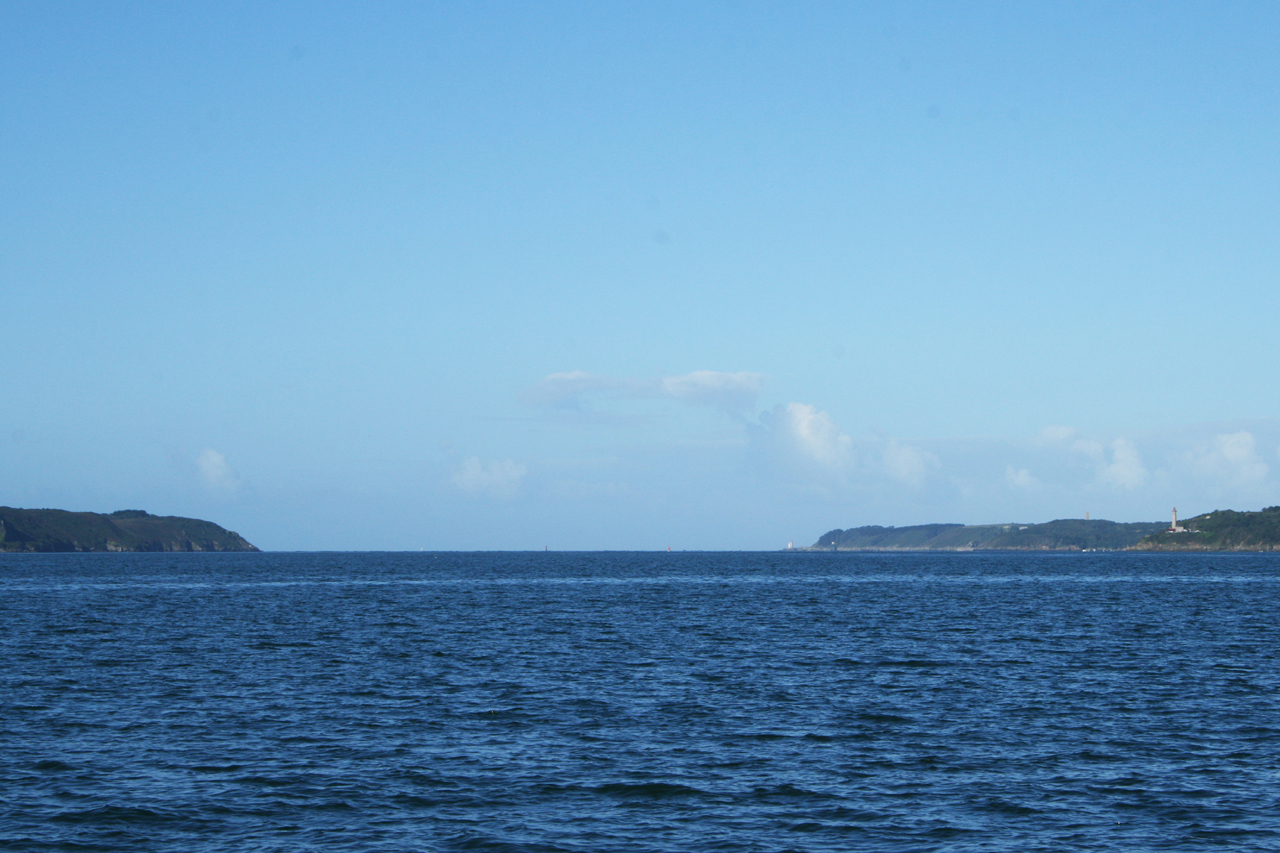
布雷斯特海峡

布雷斯特海峡位于地图左边缘

布雷斯特海峡（法語：Goulet de Brest，法語發音：[ɡulɛ də bʁɛst]）是一条3千米长的海峡，连接布雷斯特湾和大西洋。海峡宽1.8千米，北面为小猫角和波尔齐克角，南面为嘉布遣岛和西班牙人角。